# Carl Friedrich Ophüls
Carl Friedrich Ophüls (* 27. Dezember 1895 in Essen; † 9. März 1970 in Langenberg) war ein deutscher Diplomat und Hochschullehrer.

## Biografie
Nach einem Studium der Rechtswissenschaften war er von 1918 bis 1923 im Justizdienst tätig und wurde anschließend wegen seiner Berufung zum Kommissar des Auswärtigen Amtes für die Gemischten Schiedsgerichtshöfe beurlaubt. Als solcher war er zuletzt von 1925 bis 1930 Deutscher Sekretär am Deutsch-Britischen Gemischten Schiedsgerichtshof in London. Im Anschluss war er von 1931 bis 1945 wiederum im Justizdienst am Oberlandesgericht Frankfurt am Main tätig. Er war Mitglied der NSDAP vom 1. Mai 1933 bis 1945 unter Mitgliedsnummer 2399661.
Nach dem Ende des Zweiten Weltkrieges war er zunächst zwischen 1948 und 1949 beim Rechtsamt der Verwaltung des Vereinigten Wirtschaftsgebietes, der sogenannten Bizone, tätig. Nach der Gründung der Bundesrepublik Deutschland wurde er 1949 Referatsleiter für Allgemeines Völkerrecht, Zwischenstaatliches Sonderrecht und Rechtsfragen der Friedensregelung (Referat IV 4) im Bundesministerium der Justiz und behielt dieses Amt bis 1952. In dieser Funktion war er zwischen 1951 und 1952 auch Mitglied der Delegation auf der Konferenz über die Bildung einer Europaarmee sowie Sachverständiger der Delegation für die Ablösung des Besatzungsstatuts. Zugleich wurde er 1949 zum Honorarprofessor für Patentrecht, Internationales Recht und Anglo-amerikanisches Recht an die Universität Frankfurt berufen.
1952 trat er in den Diplomatischen Dienst und war dort Leiter der Unterabteilung für Internationale und Supranationale Organisation des Auswärtigen Amtes. Anschließend war er als Nachfolger von Anton Pfeiffer zwischen 1955 und 1958 Botschafter der Bundesrepublik Deutschland in Belgien.
Nach seiner Ablösung durch Kurt Oppler war er zuletzt bis zu seiner Versetzung in den Ruhestand 1960 Ständiger Vertreter bei der EWG sowie der EURATOM. In dieser Funktion folgte ihm als Ständiger Vertreter bei der EG Rolf Otto Lahr.